# Babcia rabuś
Babcia rabuś (ang. Gangsta Granny) – brytyjski film familijny z 2013 roku w reżyserii Matta Lipseya, powstały na podstawie książki o tym samym tytule autorstwa Davida Walliamsa (2011 r.), według scenariusza Kevina Cecila i Andy'ego Rileya. Wyprodukowana przez wytwórnię Bert Productions i BBC Comedy Production.
Premiera filmu odbyła się w Wielkiej Brytanii 26 grudnia 2013 na brytyjskim kanale BBC One. W Polsce film odbył się 1 czerwca 2015 na antenie Nickelodeon Polska.

## Opis fabuły
Film opowiada historię jedenastoletniego chłopca Bena (Reece Buttery), który znudzony swoim życiem, musi spędzać piątkowe wieczory z babcią (Julia McKenzie). Tymczasem jego rodzice, Linda (Miranda Hart) i Mike (David Walliams) szkolą umiejętności z zakresu tańca towarzyskiego. Pewnego dnia Ben znajduje w domu swojej opiekunki zrabowane klejnoty i ze zdumieniem odkrywa, że starsza pani jest włamywaczką o pseudonimie Black Cat. Chłopiec z pomocą babci postanawiają ukraść klejnoty koronne z twierdzy Tower.

## Obsada
- Reece Buttery jako Ben
- Julia McKenzie jako babcia
- Joanna Lumley jako królowa Elżbieta II
- David Walliams jako Mike, ojciec Bena
- Miranda Hart jako Linda, matka Bena
- Rob Brydon jako pan Parker, sąsiad Bena
- India Ria Amarteifio jako Florence
- Robbie Williams jako Flavio Flavioli
- Jocelyn Jee Esien jako Kelly, matka Florence
- Harish Patel jako Raj
- George Hill jako Terrence
- Leo Wringer jako doktor Long
- Tim Frances jako doktor Edwards

i inni

## Wersja polska
Wersja polska: na zlecenie Nickelodeon Polska – Master Film

Nadzór merytoryczny: Katarzyna Dryńska

Udział wzięli:
- Wojciech Paszkowski – Mike
- Jolanta Wołłejko – Babcia
- Aleksander Mikołajczak – Raj
- Julia Siechowicz – Florence
- Artur Janusiak – policjant
- Elżbieta Kijowska – królowa
- Miłogost Reczek
- Bernard Lewandowski – Terrence

i inni
Lektor: Marek Ciunel